# Limburg (nizozemská provincie)
Limburg je jedna z dvanácti nizozemských provincií, nacházející se na jihovýchodě Nizozemska. Na rozloze 2209 km² tu žije 1 122 702 obyvatel. Jde o část historické země Limbursko, dnes rozdělené mezi Nizozemsko a Belgii (belgický díl původního Limburska je o zhruba 210 km² větší.)

## Geografie

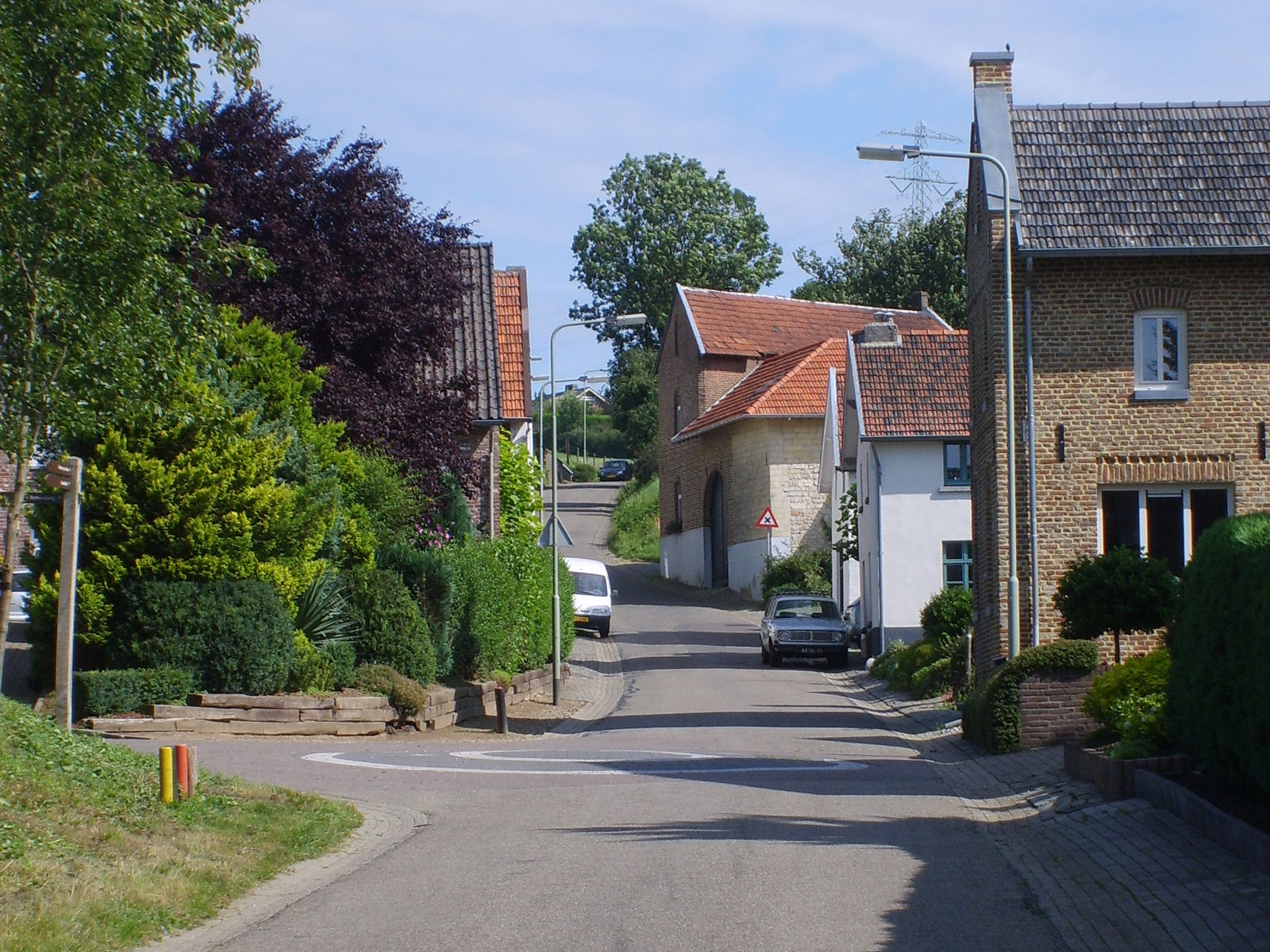
Pohled na ulici typické jiholimburské vesnice; zde Walem poblíž města Valkenburg aan de Geul

Provincie Limburg se nachází v jižním Nizozemsku mezi Německem (západ) a Belgií, (jih a východ). Jižní výběžek Limburgu je vklíněn mezi obě sousední země a v nejužším místě u obce Roosteren měří pouhých 6 km. V místě Drielandenpunt (trojmezí) u Vaalsu se stýkají hranice Nizozemska, Belgie a Německa. Severní část Limburgu sousedí s nizozemskou provincií Severní Brabantsko a malou částí s provincií Gelderland. Západní hranice středního a severního Limburgu vede částečně slatinovou oblastí Peel, která vytváří přirozenou bariéru mezi Limburgem a západním Nizozemskem. Oblast Peel je v současné době zkulturněna.
Limburg se rozprostírá od jihu až po sever podél řeky Mázy (Meuse, Maas), která spojuje provincii s rotterdamským přístavem. Kopcovitá krajina v jižním Limburgu, zeleň a vodní plochy mázského údolí (Maasvallei) ve středním Limburgu, a oblast Peel a rozsáhlé lesnaté a vřesové oblasti v severním Limburgu vytvářejí v Nizozemsku unikátní kombinaci rozličných oblastí vhodných pro turistiku a rekreaci.

### Významná města

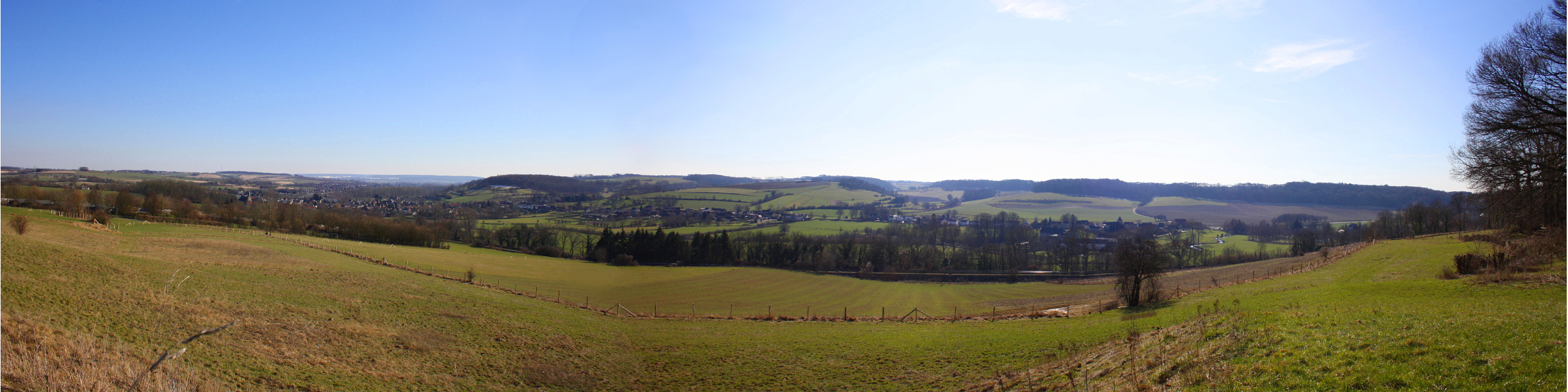
Krajina mezi městy Schin op Geul a Valkenburg aan de Geul

- Echt
- Gennep
- Kessel
- Maastricht
- Montfort
- Nieuwstadt
- Roermond
- Sittard
- Susteren
- Valkenburg
- Venlo
- Weert
- Wessem

### Podnebí
Limburg má mezi nizozemskými provinciemi zvláštní klimatologickou pozici. Písčitá půda na severu a ve střední oblasti a spraš na jihu, stejně tak jako vrcholy kopců, roviny a nížiny u řek a potoků mají svoje vlastní mikroklima, což často způsobuje velké rozdíly v povětrnostních podmínkách. Kromě toho se v Limburgu nachází také nejvyšší a zároveň na déšť a sníh nejbohatší vrchol Nizozemska, hora Vaalserberg (322 m nad NAP).
Jih Limburgu se nachází na severní straně Arden a za určitých okolností sem proudí fén, který způsobuje vyšší teploty. Oblasti středního Limburgu patří k jedné z nejsušších oblastní Nizozemska a panuje zde typické vnitrozemské podnebí.

## Historie

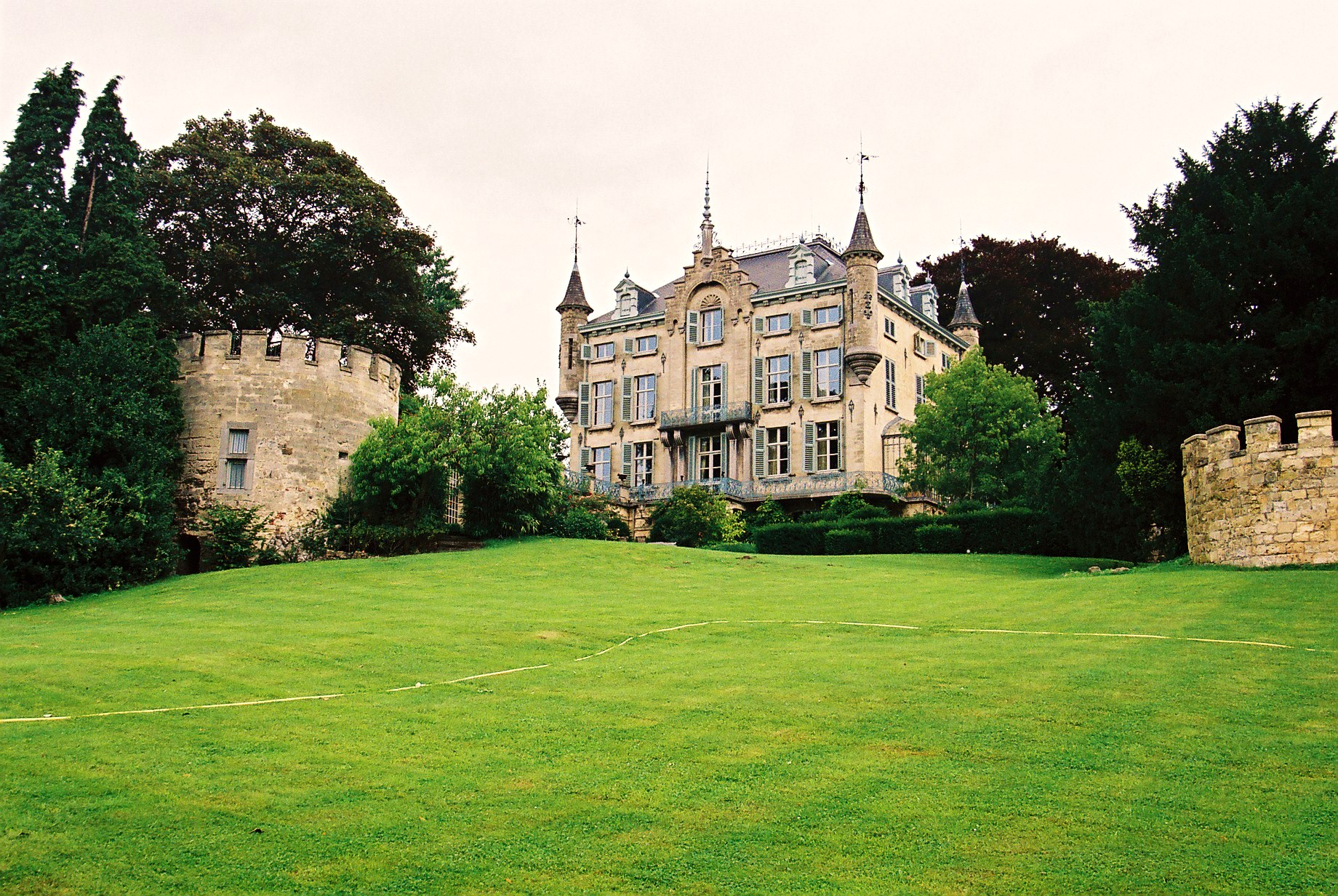
Hrad Gronsveld

Pro svou strategickou polohou byl Limburg po dlouhé věky spornou oblastí. U moci se tu vystřídali Římané, Španělé, Prusové, Rakušané a Francouzi.
Navzdory svému názvu nenáležela žádná část dnešní provincie ke středověkému Limburskému vévodství, jež se rozkládalo v sousední Belgii a bylo pojmenováno podle města Limburg, jež se nachází u řeky Vesdre v Ardenách. Od vrcholného středověku náležela nejsevernější část k vévodství Kleve, značná část území náležela k vévodství Geldern jako tzv. Horní Geldry; ve střední části se rozkládalo hrabství Horn, říšské opatství Thorn, jakož i několik držav říšského města Kessenichu; jižní část byla rozdělena mezi vévodství Jülich, tzv. Zamází (náležející původně k Vévodství brabantskému) a hrabství Gronsveld. Zvláštní postavení mělo město Maastricht, jež bylo spravováno jako kondominium biskupství Lutyšského a Vévodství brabantského.
Ve druhé polovině 15. století zdejší Horní Geldry a Zámází připojilo ke svému území Burgundské vévodství. Od roku 1473 mělo Zamází a vévodství Limburg společnou správu. V Osmdesátileté válce (1568-1648), během níž se severní část Nizozemí osvobodila od španělské nadvlády a osamostatnila se jako Spojené nizozemské provincie, bylo území moderní provincie Limburg často dějištěm krvavých bojů. Při bitvě o Mookerhei (14. dubna 1574) přišli o život dva bratři prince Viléma I. Oranžského a tisíce holandských žoldnéřů. Roku 1579 byl Maastricht dobyt španělským vojskem pod vedením parmského vévody Alexandra Farneseho, který tak zajistil, že ve společné správě města bylo Brabantské vévodství na víc než 50 let nahrazeno Španělskem. Roku 1632 Maastricht dobyl Frederik Hendrik Oranžský a od té doby bylo město pod společnou správou Spojených nizozemských provincií a lutyšského biskupa. Roku 1661 Spojené nizozemské provincie připojily ke svému území polovinu území zdejšího Zamází jako Stavovské Zamází. V roce 1673 byl obléhán Maastricht francouzskými jednotkami pod osobním vedením Ludvíka XIV. (Při tomto obléhání přišel o život jeden z jeho adjutantů, hrabě Charles d'Artagnan, který se stal známý jako jeden ze tří mušketýrů ve stejnojmenném románu Alexandra Dumase). Roku 1713 se Spojené nizozemské provincie Utrechtským mírem účastnily rozdělení zdejších Horních Gelder, kdy získaly menší část jejich území jako Stavovské Horní Geldry, zatímco zbytek zdejších Horních Gelder připadl Prusku – tzv. Pruské Geldry a Habsburské monarchii – tzv. Rakouské Geldry.
Roku 1794 oblast obsadila vojsko Napoleona Bonaparteho a k 1. říjnu 1795 celou oblast anektovalo Francouzské císařství jako součást nově zřízeného departementu Meuse-Inférieure. Po Napoleonově porážce připojily na základě Pařížského míru ze 30. května 1814 velmoci tuto oblast k novému Spojenému království Nizozemskému, k němuž patřila také Belgie; v roce 1815 tak král Vilém I. vytvořil z této země novou provincii, kterou pojmenoval po bývalém vévodství Limburg. Tato provincie pak po oddělení Belgie (1830) byla roku 1839 definitivně rozdělena mezi obě země.
Během druhé světové válce bylo v Limburgu mnoho civilních obětí. Velký počet vesnic a měst byl zničen nálety a dělostřelectvem. Tuto černou stránku historie připomínají rozličné hřbitovy. Na čestném hřbitově u Margratenu je pochováno 8 400 amerických vojáků, kteří padli při osvobozování Nizozemska. Pro 31 000 německých padlých je zřízen centrální hřbitov v Ijsselsteijnu u Venray.
13. dubna 1992 došlo v Limburgu k nejsilnějšímu zaznamenanému otřesu v historii Nizozemska. Zemětřesení dosáhlo síly 5,3.

## Infrastruktura, průmysl a zemědělství

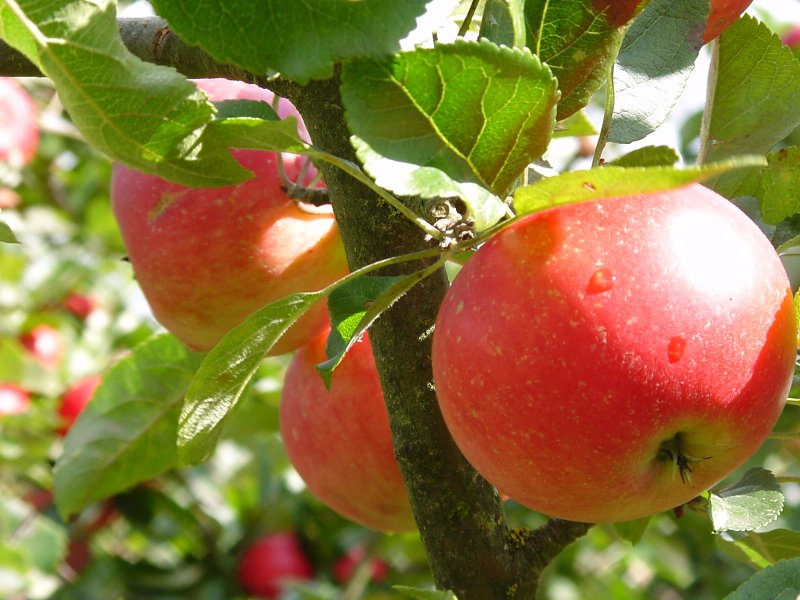
Jablka jsou vedle třešní, hrušek a švestek hlavní ovocnářské produkty

V minulosti byl Limburg jedinou niz. provincií bohatou na těžbu uhlí. Rozvoj uhelného průmyslu v jižním Limburgu od roku 1910 napomohl k rychlému rozvoji měst Heerlen, Kerkrade a Geleen. Až do doby po druhé světové válce byl Limburg hlavním dodavatelem uhlí pro potřeby nizozemské energetiky. V letech 1965–1975 byla těžba uhlí ukončena.
V padesátých letech byly rozvinuty průmyslové programy pro vytvoření pracovních příležitostí v zemědělství. Střední a severní Limburg se staly centry intenzivního chovu dobytka a skleníkové výroby. V dnešní době je v Limburgu těžištěm průmyslu chemický a automobilový sektor, a kancelářské stroje. V současné době se také Limburg stal jednou z hlavních evropských křižovatek. Vedou zde dálnice A2, A67, A73 a A77, a rušný železniční spoj mezi Západním Nizozemskem a oblastí Rýna-Porúří, a centrální Evropou. Po řece Máze a Julianiným průplavem má vnitrozemská plavba přístup do velkých evropských přístavů. Pro hospodářskou infrastrukturu Limburgu je také velice důležité evropské oblastní letiště Maastricht-Aachen Airport, které tvoří důležitý článek pro pravidelnou přepravu cestujících, speciální turistické lety a pro mezinárodní nákladní dopravu.

## Kultura a identita
Limburg se vyznačuje svojí vlastní identitou, jejímž hlavním znakem je svébytný jazyk – limburština. Tímto jazykem hovoří zhruba 2 miliony lidí v Nizozemsku, Belgii i Německu. Nizozemská limburština se skládá z četných příbuzných regionálních dialektů. Krom toho je oficiálním jazykem nizozemština.
Limburg je známý spoustou amatérských dechovek, dechových orchestrů a střeleckých spolků a také kulinářskými specialitami jako je například limburský koláč. Limburg slaví také každý rok karneval a to několik dnů za sebou. Limburg se dále vyznačuje svými četnými pivovary z nichž jsou nejznámější např. Alfa, Brand, Lindeboom, Gulpener a Hertog Jan.

## Správní obvody
- Arcen a Velden
- Beek
- Beesel
- Bergen
- Brunssum
- Echt-Susteren
- Eijsden
- Gennep
- Gulpen-Wittem
- Heerlen
- Helden
- Horst aan de Maas
- Kerkrade
- Kessel
- Landgraaf
- Leudal
- Maasbree
- Maasgouw
- Maastricht
- Margraten
- Meerlo-Wansum
- Meersen
- Meijel
- Mook en Middelaar
- Nederweert
- Nuth
- Onderbanken
- Roerdalen
- Roermond
- Schinnen
- Sevenum
- Simpleveld
- Sittard-Geleen
- Stein
- Vaals
- Valkenburg aan de Geul
- Venlo
- Venray
- Voerendaal
- Weert